# Copa J. League 2012
La Copa J. League 2012, también conocida como Copa Yamazaki Nabisco 2012 por motivos de patrocinio, fue la 37.ª edición de la Copa de la Liga de Japón y la 20.ª edición bajo el actual formato.
El campeón, al igual que en el año anterior, fue Kashima Antlers, tras vencer en la final a Shimizu S-Pulse. Por lo mismo, disputó la Copa Suruga Bank 2013 ante São Paulo de Brasil, campeón de la Copa Sudamericana 2012.

## Formato de competición
- Formaron parte del torneo los 18 equipos que participaron de la J. League Division 1 2012. F.C. Tokyo volvió a la competición después de ausentarse en la edición del 2011, mientras que Consadole Sapporo lo hizo luego de cuatro años. Sagan Tosu disputó este certamen por primera vez desde 2001, cuando aún se admitían conjuntos de la segunda división.
  - Kashiwa Reysol, F.C. Tokyo, Nagoya Grampus y Gamba Osaka, clasificados para la Liga de Campeones de la AFC 2012, estuvieron exentos de participar en la fase de grupos e ingresaron directamente a cuartos de final.
- Fase de grupos: se fijó el 20 de marzo para el inicio de la participación de los restantes 14 equipos, que fueron divididos en dos grupos de siete clubes cada uno. De esta manera, cada cuadro debió disputar seis juegos y quedar libre en alguna de las siete jornadas.
  - Grupo A: Vegalta Sendai, Urawa Red Diamonds, Kawasaki Frontale, Júbilo Iwata, Cerezo Osaka, Sanfrecce Hiroshima y Sagan Tosu.
  - Grupo B: Consadole Sapporo, Kashima Antlers, Omiya Ardija, Yokohama F. Marinos, Albirex Niigata, Shimizu S-Pulse y Vissel Kobe.
  - Para determinar el orden de clasificación de los equipos se utilizó el siguiente criterio:

1. Puntos obtenidos.
2. Diferencia de goles.
3. Goles a favor.
4. Resultado entre los equipos en cuestión.
5. Cantidad de faltas cometidas.
6. Sorteo.
Los dos mejores de cada grupo a la fase final.
- Fase final: se llevó a cabo entre los cuatro clubes provenientes de la primera fase junto con Kashiwa Reysol, F.C. Tokyo, Nagoya Grampus y Gamba Osaka.
  - En cuartos de final y semifinales se enfrentaron en serie de dos partidos, a ida y vuelta. En caso de igualdad en el total de goles, se aplicaría la regla del gol de visitante y si aún persistía el empate se realizaría una prórroga, en donde ya no tendrían valor los goles fuera de casa. De continuar la igualdad en el marcador global, se realizaría una tanda de penales.
  - La final se jugó a un solo partido. En caso de empate en los 90 minutos se haría una prórroga; si aún persistía la igualdad se ejecutaría una tanda de penales.

## Calendario
| Etapa          | Ronda            | Ida                     | Vuelta                 | Observaciones                                                                             |
| -------------- | ---------------- | ----------------------- | ---------------------- | ----------------------------------------------------------------------------------------- |
| Fase de grupos | Fecha 1          | 20 de marzo de 2012     | 20 de marzo de 2012    | Libres: Sanfrecce Hiroshima (Grupo A) y Shimizu S-Pulse (Grupo B)                         |
| Fase de grupos | Fecha 2          | 4 de abril de 2012      | 4 de abril de 2012     | Libres: Cerezo Osaka (Grupo A) y Vissel Kobe (Grupo B)                                    |
| Fase de grupos | Fecha 3          | 18 de abril de 2012     | 18 de abril de 2012    | Libres: Sagan Tosu (Grupo A) y Omiya Ardija (Grupo B)                                     |
| Fase de grupos | Fecha 4          | 16 de mayo de 2012      | 16 de mayo de 2012     | Libres: Vegalta Sendai (Grupo A) y Albirex Niigata (Grupo B)                              |
| Fase de grupos | Fecha 5          | 6 de junio de 2012      | 6 de junio de 2012     | Libres: Júbilo Iwata (Grupo A) y Yokohama F. Marinos (Grupo B)                            |
| Fase de grupos | Fecha 6          | 9 de junio de 2012      | 9 de junio de 2012     | Libres: Urawa Red Diamonds (Grupo A) y Kashima Antlers (Grupo B)                          |
| Fase de grupos | Fecha 7          | 27 de junio de 2012     | 27 de junio de 2012    | Libres: Kawasaki Frontale (Grupo A) y Consadole Sapporo (Grupo B)                         |
| Fase final     | Cuartos de final | 25 de julio de 2012     | 8 de agosto de 2012    | Inicio de participación de los equipos clasificados a la Liga de Campeones de la AFC 2012 |
| Fase final     | Semifinales      | 5 de septiembre de 2012 | 13 de octubre de 2012  | Participación de los ganadores de los cuartos de final                                    |
| Fase final     | Final            | 3 de noviembre de 2012  | 3 de noviembre de 2012 | Participación de los ganadores de las Semifinales                                         |

## Fase de grupos

### Grupo A
| Equipo              | Pts | PJ | PG | PE | PP | GF | GC | DG |
| ------------------- | --- | -- | -- | -- | -- | -- | -- | -- |
| Cerezo Osaka        | 12  | 6  | 4  | 0  | 2  | 15 | 7  | +8 |
| Vegalta Sendai      | 12  | 6  | 4  | 0  | 2  | 11 | 5  | +6 |
| Júbilo Iwata        | 12  | 6  | 4  | 0  | 2  | 10 | 11 | -1 |
| Urawa Red Diamonds  | 9   | 6  | 3  | 0  | 3  | 12 | 10 | +2 |
| Sagan Tosu          | 9   | 6  | 3  | 0  | 3  | 8  | 16 | -8 |
| Sanfrecce Hiroshima | 4   | 6  | 1  | 1  | 4  | 8  | 11 | -3 |
| Kawasaki Frontale   | 4   | 6  | 1  | 1  | 4  | 7  | 11 | -4 |

| \| Fecha \| Lugar \| Local \| Resultado \| Visitante \| \| ----------- \| --------- \| ------------------- \| --------- \| ------------------- \| \| 20 de marzo \| Saitama \| Urawa Red Diamonds \| 1:0 \| Vegalta Sendai \| \| 20 de marzo \| Tosu \| Sagan Tosu \| 2:1 \| Kawasaki Frontale \| \| 20 de marzo \| Iwata \| Júbilo Iwata \| 2:1 \| Cerezo Osaka \| \| 4 de abril \| Sendai \| Vegalta Sendai \| 2:0 \| Sagan Tosu \| \| 4 de abril \| Iwata \| Júbilo Iwata \| 4:3 \| Urawa Red Diamonds \| \| 4 de abril \| Hiroshima \| Sanfrecce Hiroshima \| 1:1 \| Kawasaki Frontale \| \| 18 de abril \| Kawasaki \| Kawasaki Frontale \| 3:1 \| Vegalta Sendai \| \| 18 de abril \| Iwata \| Júbilo Iwata \| 1:0 \| Sanfrecce Hiroshima \| \| 18 de abril \| Saitama \| Urawa Red Diamonds \| 1:4 \| Cerezo Osaka \| \| 16 de mayo \| Kawasaki \| Kawasaki Frontale \| 0:3 \| Urawa Red Diamonds \| \| 16 de mayo \| Osaka \| Cerezo Osaka \| 2:1 \| Sanfrecce Hiroshima \| \| 16 de mayo \| Tosu \| Sagan Tosu \| 3:2 \| Júbilo Iwata \| \| 6 de junio \| Osaka \| Cerezo Osaka \| 3:2 \| Kawasaki Frontale \| \| 6 de junio \| Hiroshima \| Sanfrecce Hiroshima \| 1:3 \| Vegalta Sendai \| \| 6 de junio \| Tosu \| Sagan Tosu \| 2:1 \| Urawa Red Diamonds \| \| 9 de junio \| Sendai \| Vegalta Sendai \| 1:0 \| Cerezo Osaka \| \| 9 de junio \| Kawasaki \| Kawasaki Frontale \| 0:1 \| Júbilo Iwata \| \| 9 de junio \| Hiroshima \| Sanfrecce Hiroshima \| 5:1 \| Sagan Tosu \| \| 27 de junio \| Osaka \| Cerezo Osaka \| 5:0 \| Sagan Tosu \| \| 27 de junio \| Saitama \| Urawa Red Diamonds \| 3:0 \| Sanfrecce Hiroshima \| \| 27 de junio \| Sendai \| Vegalta Sendai \| 4:0 \| Júbilo Iwata \| |           |                     |           |                     |
| Fecha | Lugar     | Local               | Resultado | Visitante           |
| 20 de marzo | Saitama   | Urawa Red Diamonds  | 1:0       | Vegalta Sendai      |
| 20 de marzo | Tosu      | Sagan Tosu          | 2:1       | Kawasaki Frontale   |
| 20 de marzo | Iwata     | Júbilo Iwata        | 2:1       | Cerezo Osaka        |
| 4 de abril | Sendai    | Vegalta Sendai      | 2:0       | Sagan Tosu          |
| 4 de abril | Iwata     | Júbilo Iwata        | 4:3       | Urawa Red Diamonds  |
| 4 de abril | Hiroshima | Sanfrecce Hiroshima | 1:1       | Kawasaki Frontale   |
| 18 de abril | Kawasaki  | Kawasaki Frontale   | 3:1       | Vegalta Sendai      |
| 18 de abril | Iwata     | Júbilo Iwata        | 1:0       | Sanfrecce Hiroshima |
| 18 de abril | Saitama   | Urawa Red Diamonds  | 1:4       | Cerezo Osaka        |
| 16 de mayo | Kawasaki  | Kawasaki Frontale   | 0:3       | Urawa Red Diamonds  |
| 16 de mayo | Osaka     | Cerezo Osaka        | 2:1       | Sanfrecce Hiroshima |
| 16 de mayo | Tosu      | Sagan Tosu          | 3:2       | Júbilo Iwata        |
| 6 de junio | Osaka     | Cerezo Osaka        | 3:2       | Kawasaki Frontale   |
| 6 de junio | Hiroshima | Sanfrecce Hiroshima | 1:3       | Vegalta Sendai      |
| 6 de junio | Tosu      | Sagan Tosu          | 2:1       | Urawa Red Diamonds  |
| 9 de junio | Sendai    | Vegalta Sendai      | 1:0       | Cerezo Osaka        |
| 9 de junio | Kawasaki  | Kawasaki Frontale   | 0:1       | Júbilo Iwata        |
| 9 de junio | Hiroshima | Sanfrecce Hiroshima | 5:1       | Sagan Tosu          |
| 27 de junio | Osaka     | Cerezo Osaka        | 5:0       | Sagan Tosu          |
| 27 de junio | Saitama   | Urawa Red Diamonds  | 3:0       | Sanfrecce Hiroshima |
| 27 de junio | Sendai    | Vegalta Sendai      | 4:0       | Júbilo Iwata        |

### Grupo B
| Equipo              | Pts | PJ | PG | PE | PP | GF | GC | DG |
| ------------------- | --- | -- | -- | -- | -- | -- | -- | -- |
| Shimizu S-Pulse     | 15  | 6  | 5  | 0  | 1  | 12 | 4  | +8 |
| Kashima Antlers     | 15  | 6  | 5  | 0  | 1  | 10 | 5  | +5 |
| Albirex Niigata     | 10  | 6  | 3  | 1  | 2  | 6  | 5  | +1 |
| Yokohama F. Marinos | 5   | 6  | 1  | 2  | 3  | 7  | 9  | -2 |
| Omiya Ardija        | 5   | 6  | 1  | 2  | 3  | 7  | 10 | -3 |
| Consadole Sapporo   | 5   | 6  | 1  | 2  | 3  | 6  | 11 | -5 |
| Vissel Kobe         | 4   | 6  | 1  | 1  | 4  | 6  | 10 | -4 |

| \| Fecha \| Lugar \| Local \| Resultado \| Visitante \| \| ----------- \| -------- \| ------------------- \| --------- \| ------------------- \| \| 20 de marzo \| Sapporo \| Consadole Sapporo \| 0:1 \| Albirex Niigata \| \| 20 de marzo \| Kashima \| Kashima Antlers \| 2:0 \| Vissel Kobe \| \| 20 de marzo \| Saitama \| Omiya Ardija \| 1:1 \| Yokohama F. Marinos \| \| 4 de abril \| Kashima \| Kashima Antlers \| 1:0 \| Omiya Ardija \| \| 4 de abril \| Shizuoka \| Shimizu S-Pulse \| 1:0 \| Albirex Niigata \| \| 4 de abril \| Yokohama \| Yokohama F. Marinos \| 1:2 \| Consadole Sapporo \| \| 18 de abril \| Sapporo \| Consadole Sapporo \| 1:2 \| Kashima Antlers \| \| 18 de abril \| Niigata \| Albirex Niigata \| 1:0 \| Vissel Kobe \| \| 18 de abril \| Shizuoka \| Shimizu S-Pulse \| 1:0 \| Yokohama F. Marinos \| \| 16 de mayo \| Saitama \| Omiya Ardija \| 1:1 \| Consadole Sapporo \| \| 16 de mayo \| Kōbe \| Vissel Kobe \| 1:2 \| Shimizu S-Pulse \| \| 16 de mayo \| Yokohama \| Yokohama F. Marinos \| 3:2 \| Kashima Antlers \| \| 6 de junio \| Sapporo \| Consadole Sapporo \| 0:4 \| Shimizu S-Pulse \| \| 6 de junio \| Saitama \| Omiya Ardija \| 1:0 \| Vissel Kobe \| \| 6 de junio \| Niigata \| Albirex Niigata \| 0:1 \| Kashima Antlers \| \| 9 de junio \| Yokohama \| Yokohama F. Marinos \| 0:0 \| Albirex Niigata \| \| 9 de junio \| Shizuoka \| Shimizu S-Pulse \| 3:1 \| Omiya Ardija \| \| 9 de junio \| Kōbe \| Vissel Kobe \| 2:2 \| Consadole Sapporo \| \| 27 de junio \| Niigata \| Albirex Niigata \| 4:3 \| Omiya Ardija \| \| 27 de junio \| Kashima \| Kashima Antlers \| 2:1 \| Shimizu S-Pulse \| \| 27 de junio \| Kōbe \| Vissel Kobe \| 3:2 \| Yokohama F. Marinos \| |          |                     |           |                     |
| Fecha | Lugar    | Local               | Resultado | Visitante           |
| 20 de marzo | Sapporo  | Consadole Sapporo   | 0:1       | Albirex Niigata     |
| 20 de marzo | Kashima  | Kashima Antlers     | 2:0       | Vissel Kobe         |
| 20 de marzo | Saitama  | Omiya Ardija        | 1:1       | Yokohama F. Marinos |
| 4 de abril | Kashima  | Kashima Antlers     | 1:0       | Omiya Ardija        |
| 4 de abril | Shizuoka | Shimizu S-Pulse     | 1:0       | Albirex Niigata     |
| 4 de abril | Yokohama | Yokohama F. Marinos | 1:2       | Consadole Sapporo   |
| 18 de abril | Sapporo  | Consadole Sapporo   | 1:2       | Kashima Antlers     |
| 18 de abril | Niigata  | Albirex Niigata     | 1:0       | Vissel Kobe         |
| 18 de abril | Shizuoka | Shimizu S-Pulse     | 1:0       | Yokohama F. Marinos |
| 16 de mayo | Saitama  | Omiya Ardija        | 1:1       | Consadole Sapporo   |
| 16 de mayo | Kōbe     | Vissel Kobe         | 1:2       | Shimizu S-Pulse     |
| 16 de mayo | Yokohama | Yokohama F. Marinos | 3:2       | Kashima Antlers     |
| 6 de junio | Sapporo  | Consadole Sapporo   | 0:4       | Shimizu S-Pulse     |
| 6 de junio | Saitama  | Omiya Ardija        | 1:0       | Vissel Kobe         |
| 6 de junio | Niigata  | Albirex Niigata     | 0:1       | Kashima Antlers     |
| 9 de junio | Yokohama | Yokohama F. Marinos | 0:0       | Albirex Niigata     |
| 9 de junio | Shizuoka | Shimizu S-Pulse     | 3:1       | Omiya Ardija        |
| 9 de junio | Kōbe     | Vissel Kobe         | 2:2       | Consadole Sapporo   |
| 27 de junio | Niigata  | Albirex Niigata     | 4:3       | Omiya Ardija        |
| 27 de junio | Kashima  | Kashima Antlers     | 2:1       | Shimizu S-Pulse     |
| 27 de junio | Kōbe     | Vissel Kobe         | 3:2       | Yokohama F. Marinos |

## Fase final

### Cuadro de desarrollo
|  | Cuartos de final          | Cuartos de final          | Cuartos de final          |   |                 | Semifinales                     | Semifinales                     | Semifinales                     |  |                 | Final          | Final          |  |
|  | 25 de julio y 8 de agosto | 25 de julio y 8 de agosto | 25 de julio y 8 de agosto |   |                 | 5 de septiembre y 13 de octubre | 5 de septiembre y 13 de octubre | 5 de septiembre y 13 de octubre |  |                 | 3 de noviembre | 3 de noviembre |  |
|  |                           |                           |                           |   |                 |                                 |                                 |                                 |  |                 |                |                |  |
|  |                           |                           |                           |   |                 |                                 |                                 |                                 |  |                 |                |                |  |
|  | Nagoya Grampus            | 1                         | 3                         |   |                 |                                 |                                 |                                 |  |                 |                |                |  |
|  | Nagoya Grampus            | 1                         | 3                         |   |                 |                                 |                                 |                                 |  |                 |                |                |  |
|  | Shimizu S-Pulse (v)       | 0                         | 4                         |   |                 |                                 |                                 |                                 |  |                 |                |                |  |
|  | Shimizu S-Pulse (v)       | 0                         | 4                         |   | Shimizu S-Pulse | 1                               | 3                               |                                 |  |                 |                |                |  |
|  |                           |                           |                           |   | Shimizu S-Pulse | 1                               | 3                               |                                 |  |                 |                |                |  |
|  |                           |                           | F.C. Tokyo                | 2 | 0               |                                 |                                 |                                 |  |                 |                |                |  |
|  | F.C. Tokyo                | 2                         | F.C. Tokyo                | 2 | 0               | 2                               |                                 |                                 |  |                 |                |                |  |
|  | F.C. Tokyo                | 2                         |                           |   |                 |                                 |                                 |                                 |  |                 |                |                |  |
|  | Vegalta Sendai            | 2                         | 0                         |   |                 |                                 |                                 |                                 |  |                 |                |                |  |
|  | Vegalta Sendai            | 2                         | 0                         |   |                 |                                 |                                 |                                 |  | Shimizu S-Pulse | 1              |                |  |
|  |                           |                           |                           |   |                 |                                 |                                 |                                 |  | Shimizu S-Pulse | 1              |                |  |
|  |                           |                           | Kashima Antlers (t.s.)    | 2 |                 |                                 |                                 |                                 |  |                 |                |                |  |
|  | Kashiwa Reysol            | 3                         | Kashima Antlers (t.s.)    | 2 | 2               |                                 |                                 |                                 |  |                 |                |                |  |
|  | Kashiwa Reysol            | 3                         |                           |   |                 |                                 |                                 |                                 |  |                 |                |                |  |
|  | Gamba Osaka               | 1                         | 1                         |   |                 |                                 |                                 |                                 |  |                 |                |                |  |
|  | Gamba Osaka               | 1                         | 1                         |   | Kashiwa Reysol  | 2                               | 2                               |                                 |  |                 |                |                |  |
|  |                           |                           |                           |   | Kashiwa Reysol  | 2                               | 2                               |                                 |  |                 |                |                |  |
|  |                           |                           | Kashima Antlers           | 3 | 2               |                                 |                                 |                                 |  |                 |                |                |  |
|  | Cerezo Osaka              | 1                         | Kashima Antlers           | 3 | 2               | 0                               |                                 |                                 |  |                 |                |                |  |
|  | Cerezo Osaka              | 1                         |                           |   |                 |                                 |                                 |                                 |  |                 |                |                |  |
|  | Kashima Antlers           | 2                         | 3                         |   |                 |                                 |                                 |                                 |  |                 |                |                |  |
|  | Kashima Antlers           | 2                         | 3                         |   |                 |                                 |                                 |                                 |  |                 |                |                |  |
|  |                           |                           |                           |   |                 |                                 |                                 |                                 |  |                 |                |                |  |

- En cuartos de final y semifinales, el equipo de arriba es el que ejerció la localía en el partido de vuelta.
- Los horarios de los partidos corresponden al huso horario de Japón: (UTC+9)

### Cuartos de final
| 25 de julio de 2012, 19:04 | Shimizu S-Pulse | 0:1 (0:0) | Nagoya Grampus | Estadio Nihondaira, Shizuoka                           |                                                        |
|                            |                 | Reporte   | Yoshida 77'    | Asistencia: 6.719 espectadores Árbitro(s): Minoru Tōjō | Asistencia: 6.719 espectadores Árbitro(s): Minoru Tōjō |

| 8 de agosto de 2012, 19:03 | Nagoya Grampus                 | 3:4 (0:1) | Shimizu S-Pulse                                         | Estadio Atlético Mizuho, Nagoya                       |                                                       |
|                            | Tanaka 54' · Fujimoto 76', 87' | Reporte   | Alex 42' · Jymmy França 69' · Senuma 88' · Takagi 90+3' | Asistencia: 7.313 espectadores Árbitro(s): Ryūji Satō | Asistencia: 7.313 espectadores Árbitro(s): Ryūji Satō |

| 25 de julio de 2012, 19:04 | Vegalta Sendai          | 2:2 (1:2) | F.C. Tokyo                  | Estadio Yurtec, Sendai                                    |                                                           |
|                            | Tamura 32' · Wilson 50' | Reporte   | Watanabe 16' · Ishikawa 30' | Asistencia: 8.873 espectadores Árbitro(s): Darren Deadman | Asistencia: 8.873 espectadores Árbitro(s): Darren Deadman |

| 8 de agosto de 2012, 19:05 | F.C. Tokyo                    | 2:0 (0:0) | Vegalta Sendai | Estadio Ajinomoto, Chōfu                                |                                                         |
|                            | Ishikawa 81' · Watanabe 90+3' | Reporte   |                | Asistencia: 10.573 espectadores Árbitro(s): Kenji Ōgiya | Asistencia: 10.573 espectadores Árbitro(s): Kenji Ōgiya |

| 25 de julio de 2012, 19:03 | Gamba Osaka | 1:3 (0:0) | Kashiwa Reysol                          | Estadio de la Expo '70 de Osaka, Suita                        |                                                               |
|                            | Niwa 83'    | Reporte   | Kudō 47' · Leandro Domingues 76', 90+5' | Asistencia: 7.083 espectadores Árbitro(s): Toshimitsu Yoshida | Asistencia: 7.083 espectadores Árbitro(s): Toshimitsu Yoshida |

| 8 de agosto de 2012, 19:04 | Kashiwa Reysol                   | 2:1 (1:1) | Gamba Osaka | Estadio Hitachi, Kashiwa                               |                                                        |
|                            | Leandro Domingues 17' · Kudō 60' | Reporte   | Satō 30'    | Asistencia: 6.910 espectadores Árbitro(s): Jumpei Iida | Asistencia: 6.910 espectadores Árbitro(s): Jumpei Iida |

| 25 de julio de 2012, 19:00 | Kashima Antlers          | 2:1 (2:1) | Cerezo Osaka | Estadio de Kashima, Kashima                             |                                                         |
|                            | Iwamasa 22' · Kōroki 25' | Reporte   | Kakitani 33' | Asistencia: 6.203 espectadores Árbitro(s): Kevin Friend | Asistencia: 6.203 espectadores Árbitro(s): Kevin Friend |

| 8 de agosto de 2012, 19:04 | Cerezo Osaka | 0:3 (0:1) | Kashima Antlers                        | Estadio Nagai, Osaka                                          |                                                               |
|                            |              | Reporte   | Dutra 28' · Kōroki 63' · Shibasaki 70' | Asistencia: 9.555 espectadores Árbitro(s): Nobutsugu Murakami | Asistencia: 9.555 espectadores Árbitro(s): Nobutsugu Murakami |

### Semifinales
| 5 de septiembre de 2012, 19:04 | F.C. Tokyo                      | 2:1 (1:1) | Shimizu S-Pulse | Estadio Ajinomoto, Chōfu                                       |                                                                |
|                                | Kajiyama 35' · Lucas 80' (pen.) | Reporte   | Hiraoka 23'     | Asistencia: 10.347 espectadores Árbitro(s): Toshimitsu Yoshida | Asistencia: 10.347 espectadores Árbitro(s): Toshimitsu Yoshida |

| 13 de octubre de 2012, 14:00 | Shimizu S-Pulse             | 3:0 (1:0) | F.C. Tokyo | Estadio Nihondaira, Shizuoka                            |                                                         |
|                              | Ōmae 26', 63', 90+6' (pen.) | Reporte   |            | Asistencia: 12.155 espectadores Árbitro(s): Kenji Ōgiya | Asistencia: 12.155 espectadores Árbitro(s): Kenji Ōgiya |

| 5 de septiembre de 2012, 19:04 | Kashima Antlers                 | 3:2 (2:1) | Kashiwa Reysol                     | Estadio de Kashima, Kashima                              |                                                          |
|                                | Ōsako 7', 69' · Renato Cajá 36' | Reporte   | Barada 35' · Leandro Domingues 62' | Asistencia: 9.115 espectadores Árbitro(s): Hajime Matsuo | Asistencia: 9.115 espectadores Árbitro(s): Hajime Matsuo |

| 13 de octubre de 2012, 19:04 | Kashiwa Reysol                       | 2:2 (1:2) | Kashima Antlers       | Estadio Hitachi, Kashiwa                                     |                                                              |
|                              | Jorge Wágner 37' · Neto Baiano 90+4' | Reporte   | Dutra 12' · Ōsako 24' | Asistencia: 13,527 espectadores Árbitro(s): Yūichi Nishimura | Asistencia: 13,527 espectadores Árbitro(s): Yūichi Nishimura |

### Final
| 3 de noviembre de 2012, 13:10 | Shimizu S-Pulse | 1:2 (1:1, 0:0) (t. s.) | Kashima Antlers           | Estadio Nacional, Tokio                                    |                                                            |
|                               | Ōmae 77' (pen.) | Reporte                | Shibasaki 73' (pen.), 93' | Asistencia: 45.228 espectadores Árbitro(s): Masaaki Iemoto | Asistencia: 45.228 espectadores Árbitro(s): Masaaki Iemoto |

#### Detalles
| 31         | Guardameta     | Akihiro Hayashi   |       |
| 28         | Defensa        | Yutaka Yoshida    |       |
| 3          | Defensa        | Yasuhiro Hiraoka  |       |
| 4          | Defensa        | Calvin Jong-a-Pin |       |
| 33         | Defensa        | Lee Ki-Je         |       |
| 17         | Centrocampista | Yōsuke Kawai      | 64'   |
| 2          | Centrocampista | Taisuke Muramatsu | 96'   |
| 16         | Centrocampista | Kohei Hattanda    | 90+1' |
| 11         | Delantero      | Genki Ōmae        |       |
| 35         | Delantero      | Kim Hyun-Sung     |       |
| 13         | Delantero      | Toshiyuki Takagi  |       |
| Entrenador | Entrenador     | Afshin Ghotbi     |       |

| 21         | Guardameta     | Hitoshi Sogahata |     |
| 22         | Defensa        | Daigo Nishi      |     |
| 3          | Defensa        | Daiki Iwamasa    |     |
| 15         | Defensa        | Takeshi Aoki     |     |
| 23         | Defensa        | Gen Shōji        | 83' |
| 16         | Centrocampista | Takuya Honda     | 70' |
| 40         | Centrocampista | Mitsuo Ogasawara |     |
| 20         | Centrocampista | Gaku Shibasaki   |     |
| 25         | Centrocampista | Yasushi Endō     |     |
| 13         | Delantero      | Shinzō Kōroki    | 46' |
| 9          | Delantero      | Yūya Ōsako       |     |
| Entrenador | Entrenador     | Jorginho         |     |

| 10 | Centrocampista | Daigo Kobayashi | 64'   |
| 32 | Centrocampista | Hideki Ishige   | 90+1' |
| 34 | Delantero      | Yūji Senuma     | 96'   |

| 11 | Centrocampista | Dutra           | 46' |
| 14 | Centrocampista | Chikashi Masuda | 70' |
| 7  | Defensa        | Tōru Araiba     | 83' |

| Anotado · Penal | 77' | Genki Ōmae | 1-1 |

| Anotado · Penal | 73' | Gaku Shibasaki | 0-1 |
| Anotado         | 93' | Gaku Shibasaki | 1-2 |

| Amonestado | 40'  | Yōsuke Kawai      |
| Amonestado | 71'  | Lee Ki-Je         |
| Amonestado | 79'  | Kim Hyun-Sung     |
| Amonestado | 111' | Calvin Jong-a-Pin |

| Amonestado | 33'    | Shinzō Kōroki    |
| Amonestado | 54'    | Gen Shōji        |
| Amonestado | 75'    | Takeshi Aoki     |
| Amonestado | 120'   | Hitoshi Sogahata |
| Amonestado | 120+1' | Yūya Ōsako       |
| Amonestado | 120+2' | Dutra            |

| Árbitro             | Masaaki Iemoto     |
| Árbitros asistentes | Kazushiro Miyajima |
| Árbitros asistentes | Kōji Murakami      |
| Cuarto árbitro      | Itaru Hirose       |

| 31         | Guardameta     | Akihiro Hayashi   |       |
| 28         | Defensa        | Yutaka Yoshida    |       |
| 3          | Defensa        | Yasuhiro Hiraoka  |       |
| 4          | Defensa        | Calvin Jong-a-Pin |       |
| 33         | Defensa        | Lee Ki-Je         |       |
| 17         | Centrocampista | Yōsuke Kawai      | 64'   |
| 2          | Centrocampista | Taisuke Muramatsu | 96'   |
| 16         | Centrocampista | Kohei Hattanda    | 90+1' |
| 11         | Delantero      | Genki Ōmae        |       |
| 35         | Delantero      | Kim Hyun-Sung     |       |
| 13         | Delantero      | Toshiyuki Takagi  |       |
| Entrenador | Entrenador     | Afshin Ghotbi     |       |

| 21         | Guardameta     | Hitoshi Sogahata |     |
| 22         | Defensa        | Daigo Nishi      |     |
| 3          | Defensa        | Daiki Iwamasa    |     |
| 15         | Defensa        | Takeshi Aoki     |     |
| 23         | Defensa        | Gen Shōji        | 83' |
| 16         | Centrocampista | Takuya Honda     | 70' |
| 40         | Centrocampista | Mitsuo Ogasawara |     |
| 20         | Centrocampista | Gaku Shibasaki   |     |
| 25         | Centrocampista | Yasushi Endō     |     |
| 13         | Delantero      | Shinzō Kōroki    | 46' |
| 9          | Delantero      | Yūya Ōsako       |     |
| Entrenador | Entrenador     | Jorginho         |     |

| 10 | Centrocampista | Daigo Kobayashi | 64'   |
| 32 | Centrocampista | Hideki Ishige   | 90+1' |
| 34 | Delantero      | Yūji Senuma     | 96'   |

| 11 | Centrocampista | Dutra           | 46' |
| 14 | Centrocampista | Chikashi Masuda | 70' |
| 7  | Defensa        | Tōru Araiba     | 83' |

| Anotado · Penal | 77' | Genki Ōmae | 1-1 |

| Anotado · Penal | 73' | Gaku Shibasaki | 0-1 |
| Anotado         | 93' | Gaku Shibasaki | 1-2 |

| Amonestado | 40'  | Yōsuke Kawai      |
| Amonestado | 71'  | Lee Ki-Je         |
| Amonestado | 79'  | Kim Hyun-Sung     |
| Amonestado | 111' | Calvin Jong-a-Pin |

| Amonestado | 33'    | Shinzō Kōroki    |
| Amonestado | 54'    | Gen Shōji        |
| Amonestado | 75'    | Takeshi Aoki     |
| Amonestado | 120'   | Hitoshi Sogahata |
| Amonestado | 120+1' | Yūya Ōsako       |
| Amonestado | 120+2' | Dutra            |

| Árbitro             | Masaaki Iemoto     |
| Árbitros asistentes | Kazushiro Miyajima |
| Árbitros asistentes | Kōji Murakami      |
| Cuarto árbitro      | Itaru Hirose       |

|                                    |
| Bandera de Prefectura de Ibaraki   |
| Campeón Kashima Antlers 5.º título |

## Estadísticas

### Goleadores
| Jugador                                     | Club              | Goles | PJ |
| ------------------------------------------- | ----------------- | ----- | -- |
| Yūya Ōsako                                  | Kashima Antlers   | 7     | 9  |
| Genki Ōmae                                  | Shimizu S-Pulse   | 5     | 10 |
| Yōichirō Kakitani                           | Cerezo Osaka      | 5     | 7  |
| Leandro Domingues                           | Kashiwa Reysol    | 4     | 3  |
| Shōta Sakaki                                | Consadole Sapporo | 3     | 5  |
| Wilson                                      | Vegalta Sendai    | 3     | 8  |
| Branquinho                                  | Cerezo Osaka      | 3     | 7  |
| Última actualización: 23 de febrero de 2016 |                   |       |    |

### Mejor Jugador
| Jugador        | Club            |
| -------------- | --------------- |
| Gaku Shibasaki | Kashima Antlers |

### Premio Nuevo Héroe
El Premio Nuevo Héroe es entregado al mejor jugador del torneo menor de 23 años.
| Jugador       | Club            |
| ------------- | --------------- |
| Hideki Ishige | Shimizu S-Pulse |